# Armin Radefeld
Friedrich Theodor Moritz Armin Radefeld (* 6. Mai 1817 in Hildburghausen; † 4. Oktober 1885 ebenda) war ein deutscher Pädagoge, evangelischer Pfarrer und als Enzyklopädist enger Mitarbeiter von Joseph Meyer und dessen Bibliographischen Instituts in Hildburghausen. Sein Reiseführer von Thüringen erschien zwischen 1863 und 1929 in 26 Auflagen. Er wurde zum Vereinsbuch des Thüringerwald-Vereins und trug zur Förderung des Tourismus im heutigen Freistaat Thüringen bei.

## Leben und Wirken
Er war der Sohn des Majors und Kartographen Carl Radefeld (1788–1874), in dessen Elternhaus in Hildburghausen die Dunkelgräfin einige Zeit lebte. Wie der Vater war er talentiert und vielseitig begabt. Bereits in seiner Schulzeit am Gymnasium Bernhardinum in Meiningen trug er zu Feiern eigene Gedichte öffentlich vor.
Nach dem Schulbesuch in Hildburghausen und Meiningen studierte er ab 1837 Theologie an den Universitäten Göttingen und Berlin und promovierte zum Dr. phil. Von September 1841 bis November 1843 war er als Hilfslehrer an der Realschule in Meiningen tätig und erteilte Unterricht in Religion, Deutsch, Geschichte und Geographie. Danach übernahm er die zweite Lehrerstelle am Herzoglichen Landschullehrerseminar mit Taubstummen-Lehranstalt in Hildburghausen. In seiner Freizeit wurde er außerdem Verwalter der früheren fürstlichen Bibliothek mit dem Naturalien- und Raritätenkabinett. Außerdem verwaltete er die Präparandenanstalt.

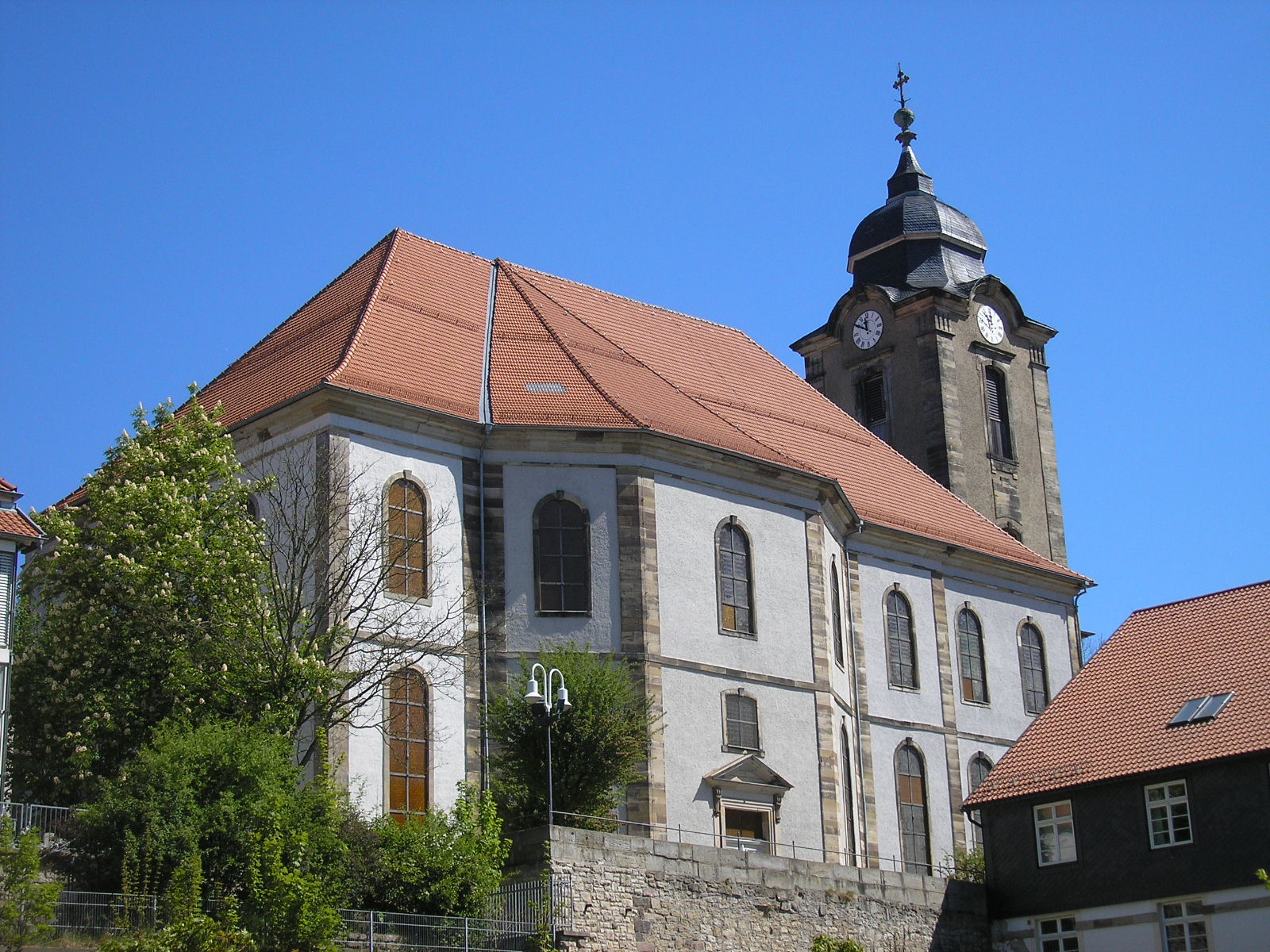
Stadtkirche Hildburghausen - Wirkungsstätte Radefelds 1861 bis 1882

Ab 1861 war Radefeld neben seinem Hauptberuf als Seminarlehrer gleichzeitig als Diakon an der Stadtkirche in Hildburghausen und später als Archidiakon der Neustädter Gemeinde in Hildburghausen und evangelischer Pfarrer von Wallrabs tätig. 1882 ging er nach über 40-jähriger Lehrtätigkeit in den Ruhestand.
Überregionale Bedeutung erlangte er durch seine enge Zusammenarbeit mit Joseph Meyer, einem der bedeutendsten Verleger der 1. Hälfte des 19. Jahrhunderts, der Hildburghausen damals zu einem geistigen Zentrum in Mitteldeutschland ausbaute. Bereits Radefelds Vater verkehrte seit 1829 mit Meyer und leitete dessen geographische Unternehmungen und zeichnete einen Großteil von dessen Atlanten. So blieb es nicht aus, dass auch Armin Radefeld enge Kontakte zu Meyer pflegte, dessen Idee, billige Literatur zur Bildung des Volkes zu schaffen, er aufgriff. Ein Jahr vor Meyers Tod erschien der erste Band von Radefelds Geschichten aus der Geschichte des thüringischen Volks, ein historisches Lesebuch für das Volk in Meiningen. Für Meyers enzyklopädisches Lexikon, das in 52 Bänden erschien, verfasste er zahlreiche Artikel. Den Höhepunkt seines Schaffens bildete jedoch das in der Reihe Meyers Reisehandbücher des Bibliographischen Instituts erschienene Reisehandbuch von Thüringen, das er gemeinsam mit dem Musikdirektor Michael Anding verfasst hat. Er erschien bis zu seinem Tod 1885 in acht, jeweils von ihm durchgesehenen, korrigierten und erheblich erweiterten Auflagen. Bis zur 14. Auflage 1898 wurde er noch als Verfasser genannt, später folgten noch weitere zwölf Auflagen.
Daneben war er als Verfasser oder Mitautor auch an mehreren historischen Abhandlungen über Hildburghausen beteiligt. Ferner war er für das Herzogtum Sachsen-Meiningen Pfleger des Germanischen Nationalmuseums in Nürnberg und wirkte durch zahlreiche Sach- und Geldspenden sowie Sammlungstätigkeit am Ausbau des Museums mit. Er war außerdem im Hennebergischen altertumsforschenden Verein, im Evangelischen Verein der Gustav-Adolf-Stiftung, in der Liedertafel Hildburghausen und als Numismatiker aktiv. Seinen wissenschaftlichen Nachlass nahm Rudolf Armin Human als Grundlage für die Erstellung seiner Chronik der Stadt Hildburghausen, die 1886 in Druck erschien.
Der Onkel seiner Ehefrau war der Schriftsteller, Alpinist und Geograph Adolf Schaubach, mit dem er in dessen letzten Lebensjahren in engen Kontakt stand und von dem er mehrere seiner Gemälde übernahm.

## Werke (Auswahl)

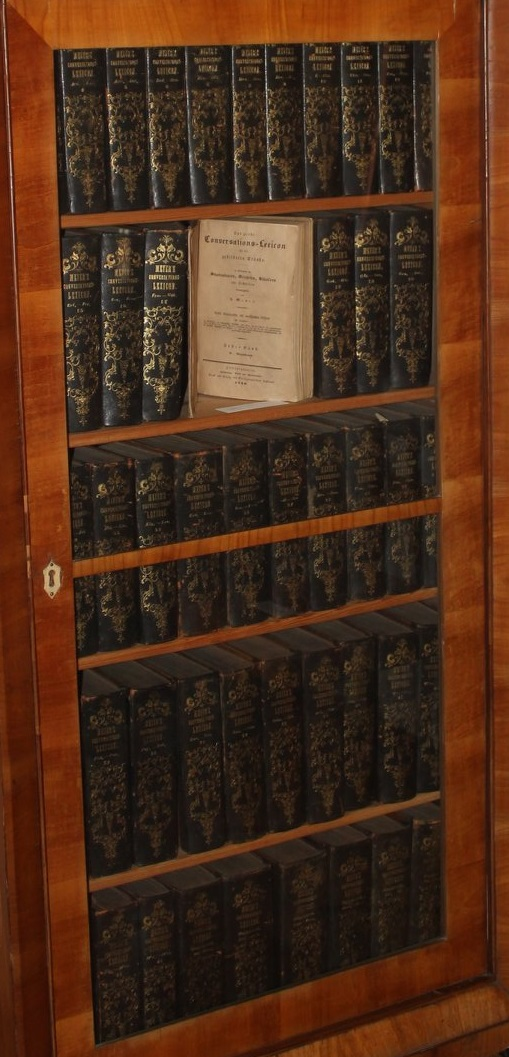
52 Bände des „Ur-Meyers“, an dem Radefeld zwischen 1840 und 1855 mitarbeitete

Meyers Reisebuch Thüringen von Anding und Radefeld, 11. Aufl. 1892

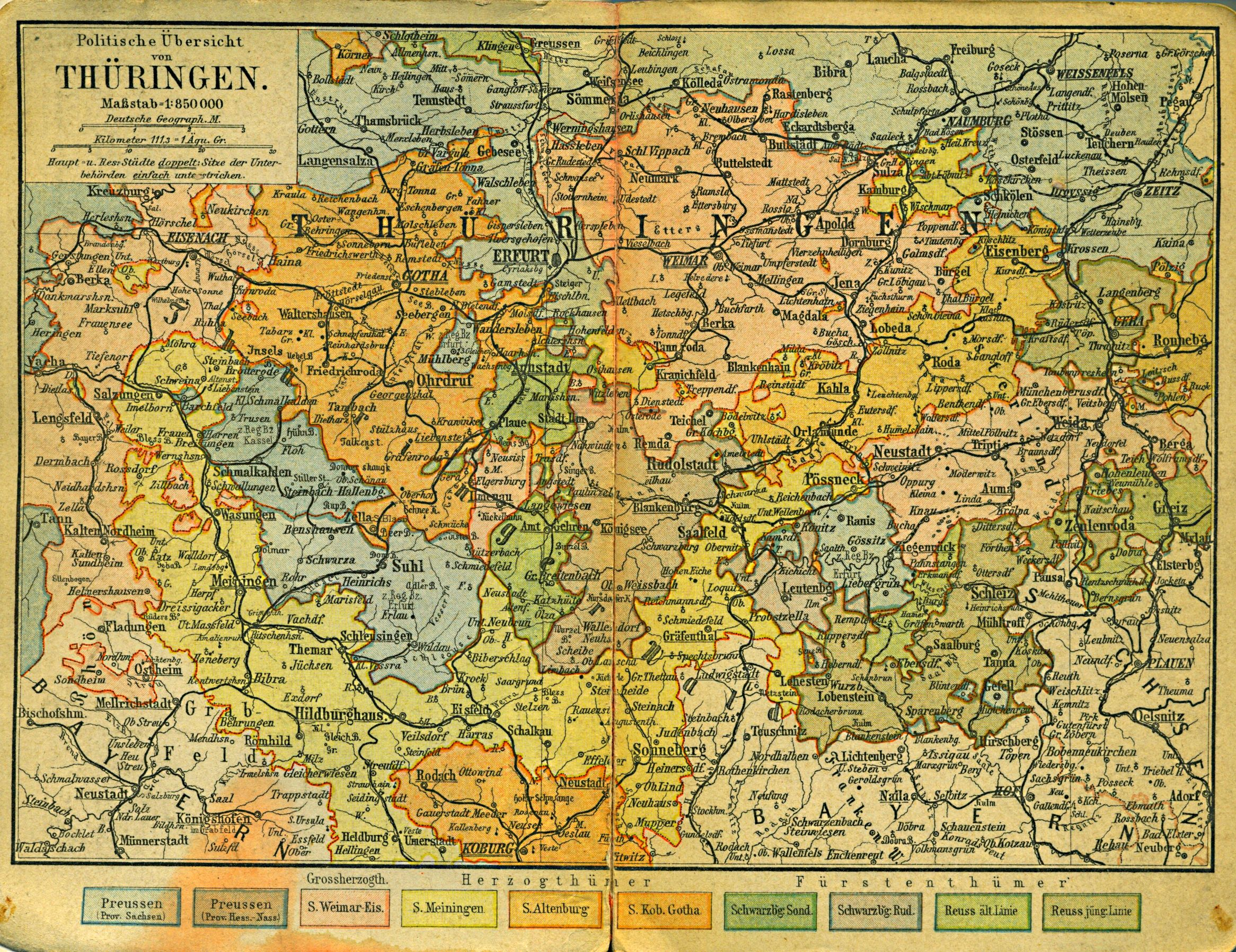
Übersichtskarte aus dem Reiseführer Thüringen von Anding und Radefeld, 1894

- Wolframs von Eschenbach Ritterschlag (Gedicht). Meiningen 1836.
- Sage von der Hexenbuche bei Maßfeld (Gedicht). Meiningen 1837.
- Geschichten aus der Geschichte des thüringischen Volks, ein historisches Lesebuch für das Volk. Erster Band, Verlag der Herzoglichen Hofbuchhandlung von Brückner und Renner, Meiningen 1855.
- Beiträge zur Geschichte des Seminarwesens in unserem Vaterlande. Hildburghausen 1855.
- Beiträge zur Geschichte des Seminarwesens im Herzogthum Sachsen-Meiningen. Verlag der Herzoglichen Hofbuchhandlung von Brückner und Renner, Meiningen 1855.
- (mit M. Anding): Wegweiser und Führer durch den Thüringer Wald und seine näheren Umgebungen. Mit 1 Reisekarte. Bibliographisches Institut, Hildburghausen, 1863.
- (mit M. Anding): Wegweiser und Führer durch den Thüringer Wald und seine näheren Umgebungen. Mit 2 Reisekarten.(Meyers Reisehandbücher, Nr. III.) Bibliographisches Institut, Hildburghausen, 1864
- (mit M. Anding): Wegweiser von Thüringen. Mit 1 Übersichts- und 1 Routen-Karte. (Meyers Reisehandbücher, Nr. III.). 3., vermehrte Aufl. 1867.
- (mit M. Anding): Wegweiser von Thüringen. Mit 1 Übersichts- und 1 Routen-Karte. (Meyers Reisehandbücher, Nr. III.). 4. Aufl. 1869.
- Grobe, ein Gang durch die Geschichte der Stadt Hildburghausens. Bibliographisches Institut, Hildburghausen 1871.
- Mahnung an eine Königsbraut. In: Die Gartenlaube, 1871, Heft 39, S. 655.
- (mit M. Anding): Wegweiser von Thüringen. Mit 1 Übersichtskarte und 6 Routenkärtchen. (Meyers Reisehandbücher, Nr. III.). 5., vermehrte Aufl. 1872.
- (mit M. Anding): Wegweiser von Thüringen. Mit 1 Übersichtskarte und 8 Routenkärtchen. (Meyers Reisehandbücher, Nr. III.). 6. Aufl. 1877.
- (Mitwirkung): A. Human: Chronik von Kloster Veilsdorf. Hildburghausen 1882.
- (mit M. Anding): Wegweiser von Thüringen. 8. Aufl. 1885.

## Rezeption
„so sei hier noch Eines Mannes gedacht, der von der Welt wenig gekannt, ja vielfach selbst verkannt und nach seinem Tode erst gerechter gewürdigt, der wissenschaftlichen Bildung nach zweifelsohne zu den Ersten zählt, Dr. Armin Radefeld [...]. Ein einfach schlichter Mann ohne Prunk und Ostentation, über unedles Wesen leicht erregt, auch in schwerem Leid noch christlich gefaßt, ein Mann, der nach Geist und Charakter so manchem Andern gegenüber ein besseres Loos hienieden verdient hätte. Auf dem hiesigen und Meininger Gymnasium, sowie auf den Universitäten Göttingen und Berlin gebildet, 40 Jahre am hiesigen Seminar im Schuldienst und 24 Jahre im geistlichen Amt; wie Hermann, nicht ein Prediger für die Massen, dafür aber auch ohne Phrasen, Effekthascherei und Schönrednerei und vielmehr von reichem, enggeschlossenem Gedankengang und ruhig dialektisch scharfer Gedankenentwicklung, die vielfach an Schleiermacher erinnerte. Und das Alles, weil er, hochbegabt wie er war, ununterbrochen wissenschaftlich fortarbeitete. Wie er eingehende theologische, philosophische und historische Studien trieb, wertvolle Beiträge zur Geschichte des Seminars, viele Artikel für das Meyersche Konversationslexikon und ein weitverbreitetes Reisehandbuch für Thüringen schrieb, so hinterließ er in seinem Nachlaß auch noch sorgsam gesammeltes urkundliches Material zur Geschichte unserer Stadt“